# Drieborg
Drieborg (Gronings: Drijbörg) is een dorp in de gemeente Oldambt in de Nederlandse provincie Groningen. Het dorp telt 460 inwoners (1 januari 2023) en de bevolkingsdichtheid van dorp met zijn omgeving bedraagt 23,98 inwoners per km² (2018). Het ontstaan is nauw nauw verbonden met de Kroonpolder en de voormalige buurtschap Oudedijk waartoe het tot 1850 werd gerekend. Beide dorpen behoorden tot het kerspel Nieuw-Beerta. De dorpskern van Drieborg wordt, net als in veel andere dorpen, ook wel Moushörn genoemd.

## Geschiedenis
Drieborg en Oudedijk vormen het klassieke voorbeeld van een dijkdorp, dat is ontstaan door de bouw van landarbeidershuizen, middenstandswoningen en boerderijen langs een voormalige zeedijk. De meeste huizen werden gebouwd op percelen erfpachtgrond die (volgens de regels van het beklemrecht) door belendende landbouwers waren verstrekt. Het betrof vooral eenkamerwoningen met een schuurruimte en een grote tuin waar aardappelen en groente werden verbouwd. 
Het dorp ontstond na de aanleg van de Kroonpolder in 1696 op de voormalige zeedijk, de Oudedijk, Ham(ster)dijk of Stocksterhornerdijk. Voor die tijd lag er langs de dijk al een kleine nederzetting met drie boerderijen op verhoogde erven, die Stocksterhorn werd genoemd. Een van de boerderijen heette volgens een oude kaart Het Zuijder Huijs. In de middeleeuwen lag in deze omgeving het dorp Wynedaham. Opvallend is het hoogteverschil aan beide kanten van de dijk. Ten noorden van het dorp liggen de Stadspolder en de Kroonpolder. Beide polders liggen ruim een meter hoger dan het oudere land ten zuiden van het dorp, dat minder sterk is opgeslibd en waarvan de venige ondergrond is ingeklonken.
De naam Drieborg wordt voor zover bekend voor het eerst vermeld in 1815; hij wordt in 1841 nog niet genoemd in het Aardrijkskundig woordenboek van Nederland en verschijnt pas rond 1850 op topografische kaarten en in registers van de burgerlijke stand. Met het woord drijbörg wordt doorgaans een huis met drie woningen of met drie schoorstenen bedoeld. Ook wordt wel verwezen naar drie dijken die hier samen kwamen.
Sinds 1844 heeft Drieborg een eigen school, ter vervanging van een ouder schooltje te Oudedijk, dat ook de Kroonpolder bediende. Het schooltje had dat jaar 90 leerlingen. In het dorp stond tevens een pelmolen, gebouwd voor 1818 en afgebrand in 1918. 
Drieborg was altijd een landarbeidersdorp. De arbeiders werkten op de grote boerderijen in de nabijgelegen polders. In het Oldambt werd in de 18e en 19e eeuw veel vruchtbaar kleiland op de zee gwonnen. Daardoor werd het de graanschuur van Nederland. Op de grote boerderijen verslechterden in de loop der tijd de arbeidsverhoudingen en ontstond er veel sociale strijd. Drieborg was een van de centra van de anarchistische en communistische arbeidersbeweging.
In Drieborg bevond zich vanaf 1888 de bekende uitgeverij van Jan Bakker (1861-1932), die behalve politieke pamfletten, ansichtkaarten en historische boekjes vooral werk in de volkstaal publiceerde. De stukken uit zijn toneelmagazijn werden in de hele provincie opgevoerd. In 1920 verhuisde hij naar Scheemda. Een tijdlang had Drieborg een eigen gereformeerde kerk, die ook door inwoners van Nieuw-Beerta werd bezocht. In 1900 werd hiervoor een arbeiderswoning aangekocht en een predikant beroepen. Nogal wat gemeenteleden emigreerden echter naar de VS, waarna het gebouwtje in 1928 werd verkocht.
Na de Tweede Wereldoorlog was er steeds minder behoefte aan arbeidskrachten in de landbouw. Dat leidde tot vertrek uit de regio. In Drieborg en Oudedijk werd het grootste deel van de landarbeidershuizen na 1960 gesloopt en deels vervangen door een buurtje met sociale woningbouw.
In 1948 is in Drieborg een hervormde pastorie gebouwd, die twee jaar later werd voorzien van een leerkamer ten behoeve van kerkelijke activiteiten. Dit was een intiatief van Johanna Ader-Appels (1906-1994), weduwe van de predikant Bastiaan Jan Ader (1909-1944) te Nieuw-Beerta, die vanwege zijn verzetswerk door de Duitse bezetter was gefusilleerd. Het gebouw is een gemeentelijk monument.

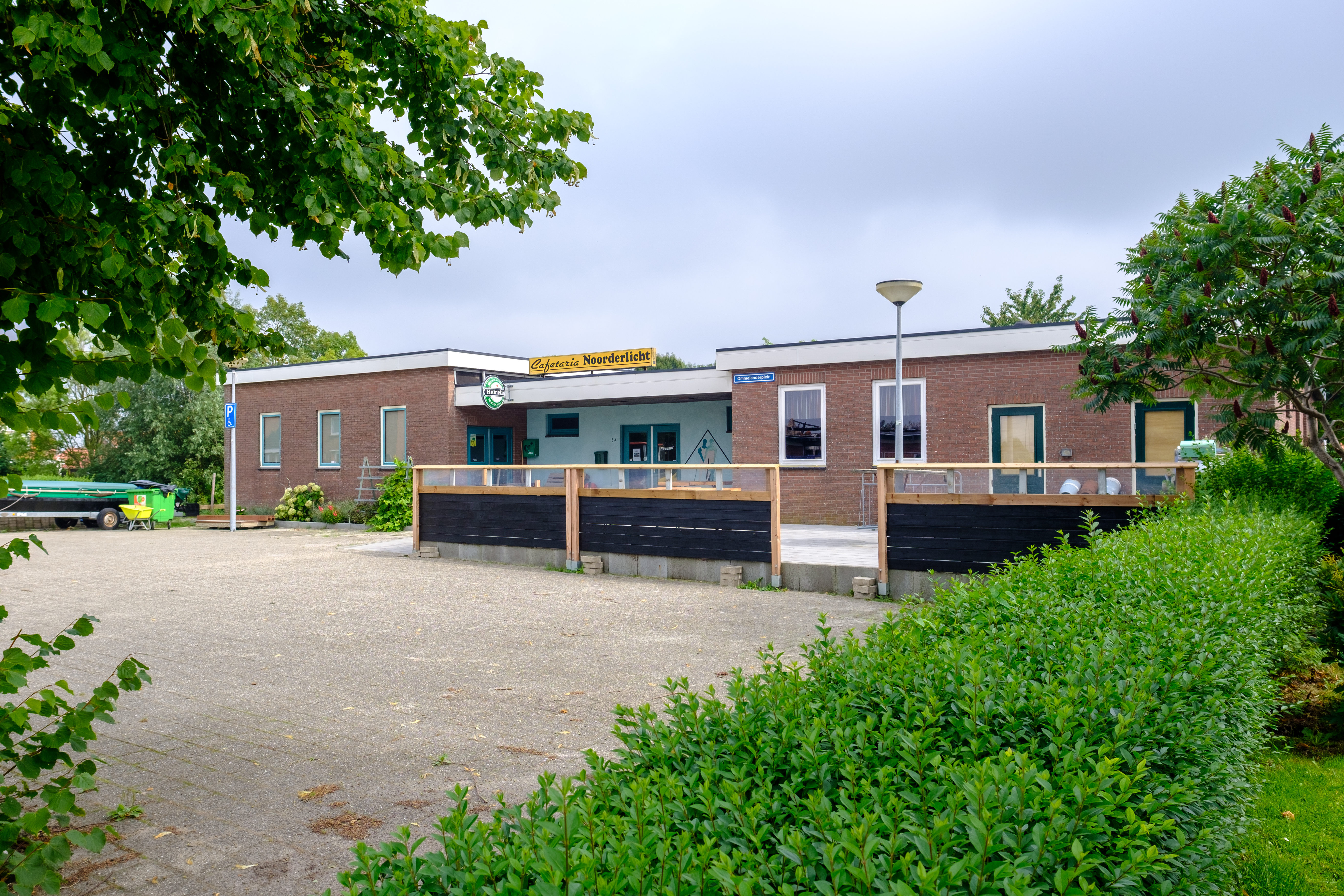
Het ergens begin jaren 1960 gebouwde buurthuis Noorderlicht

## Loop van de bevolking
- 1998 - 445 inwoners
- 2000 - 460 inwoners
- 2005 - 445 inwoners
- 2010 - 465 inwoners
- 2015 - 445 inwoners
- 2020 - 415 inwoners
- 2023 - 402 inwoners

## Geboren in Drieborg
- Koert Stek (1926-2012), communistisch politicus

## Bekende inwoners
- Johanna Adriana Ader-Appels (1906-1994), verzetsstrijdster en predikante
- Bas Jan Ader (1942-1975), beeldend kunstenaar